# ГЕС Урю
ГЕС Урю (雨竜発電所) – гідроелектростанція в Японії на острові Хоккайдо. Використовує ресурс із річки Урю, правої притоки Ісікарі, яка впадає до Японського моря у місті Саппоро (центральна частина західного узбережжя острова).

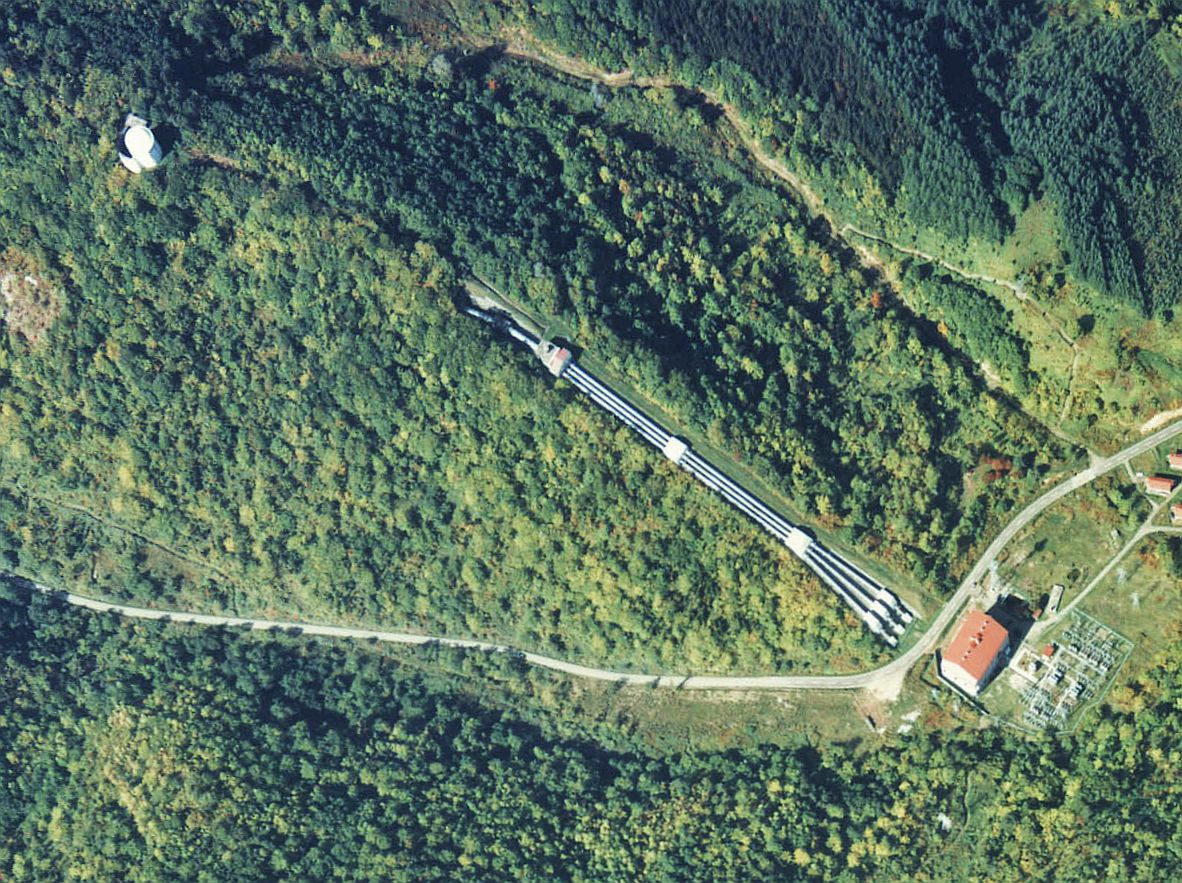
Вид зверху на район машинного залу

В межах проекту Урю перекрили бетонною гравітаційною греблею Урю І висотою 46 метрів та довжиною 216 метрів, яка потребувала 188 тис м3 матеріалу. Вона утримує водосховище Шонай з площею поверхні 23,7 км2 та об’ємом 244,7 млн м3, з яких 172,1 млн м3 відносяться до корисного об’єму.
Крім того, на правій притоці Урю річці Уцунайгава звели бетонну гравітаційну греблю Урю ІІ висотою 36 метрів та довжиною 230 метрів, яка потребувала 93 тис м3 матеріалу. Вона утримує водосховище Уцунай з площею поверхні 1,8 км2 та об’ємом 21,6 млн м3 (корисний об’єм 11,4 млн м3). Звідси для скиду води до сховища Шонай прокладена траса довжиною біля 1 км, в тому числі тунель довжиною 0,55 км.
Із водосховища Шонай прокладено головний дериваційний тунель довжиною 6,7 км, який перетинає водорозділ зі сточищем річки Teshio, котра впадає до Японського моря на північно-західному узбережжі острова. На завершальному етапі ресурс через три напірні водоводи довжиною біля 0,3 км кожен потрапляє до машинного залу, встановлене у якому обладнання має потужність у 51 МВт та розраховане на використання напору у 140 метрів.
Відпрацьована вода відводиться до Teshio за допомогою тунелю довжиною  1,2 км та каналу довжиною 0,2 км.